# Ахей (сын Посейдона)
Ахей — в мифах Древней Греции сын морского бога Посейдона и нимфы Лариссы, дочери Пеласга, сына Триопа. У него были два брата, Птиус и Пеласг. По матери — аргосского происхождения.

## Мифология
Вместе с братьями покинул Аргос Ахейский в сопровождении отряда пеласгов. Они направились в Фессалию. Там они, изгнав варварское население, основали колонию, которую разделили на три части, назвав их в свою честь. В честь Ахея при этом была названа Ахея.
Единственный источник знаний об Ахее — Дионисий Галикарнасский и его труд «Римские древности», в котором описана, среди прочего, и миграция народа пеласгов, одним из лидеров которого выступает Ахей.